# Axel Salto
Axel Johannes Salto (født 17. november 1889 i København, død 21. marts 1961 på Frederiksberg) var en dansk keramiker af international berømmelse. Hans arbejder omfatter desuden maleri, grafisk design og bogillustrationer, smykker og tekstiler. Som forfatter og stifter af kunsttidsskriftet Klingen (1917-1919) var Salto yderligere en vigtig bidragsyder til kunstdebatten i Danmark. Han havde debut som kunstmaler i 1911, mens hans karriere som keramiker tog fart på Paris Udstillingen i 1925.
Han var søn af oberstløjtnant, direktør for hærens tekniske korps H.C. Salto (11. august 1854 - 21. december 1925), var gift med Kamma Salto og far til Naja Salto (en) (22. november 1945 - 3. marts 2016).

## Tidlig karriere
Han blev student fra Frederiksberg Latin- og Realskole 1907 og var elev af Holger Grønvold på Det tekniske Selskabs Skole fra 1907. Salto studerede på Det Kongelige Danske Kunstakademi fra 1909 til 1914 under Peter Rostrup Bøyesen.
I 1916 besøgte Salto Paris, hvor han mødte Pablo Picasso og Henri Matisse. Dette møde blev skelsættende for Saltos kunstneriske ambitioner og hans banebrydende ideer.
I 1921 stiftede Salto malergruppen De Fire, som udover ham selv bestod af Svend Johansen, Vilhelm Lundstrøm og Karl Larsen. Gruppen boede en stor del af 1920'erne i Paris, hvor de arbejdede sammen. De fire kunstnere udstillede første gang sammen ved årsskiftet 1920/1921 og fortsatte regelmæssigt til 1928. Gruppen profilerede sig som moderne, ung og progressiv, og dens udstillinger var omgærdet af debat og polemik.

## Keramik
Gennem 1920'erne skiftede hans kunstneriske fokus fra maleriet til keramik, og han lavede omkring 3000 stentøjsværker fra 1923 til 1950. En stor del af dem var fremstillet i Carl Halier keramiske værksted på Frederiksberg. Blandt Saltos første arbejder var det polykrome porcelæn (Bing & Grøndahl, 1923-25), som var præsenteret i den danske pavillon på verdensudstillingen i 1925 (Exposition internationale des Arts décoratifs et industriels modernes). Derefter fulgte stentøj i samarbejde med Carl Halier (1929-30) og Saxbo keramik (1931-32). Fra midten af 1930'erne arbejdede han hovedsageligt med Den Kgl. Porcelainsfabrik i København.
Salto udviklede sine keramiske stentøjsværker gennem hele sin karriere og eksperimenterede med usædvanligt rige glasurer og organiske former. Han er hovedsageligt kendt for tre stilarter, der kendetegnes ved ornamental forenkling. 1) Den riflede stil, baseret på simple repetitive mønstre. 2) Den knoppede stil, inspireret af kastanjer og eukalyptusfrugter. 3) Den spirende stil, en afspejling af naturligt voksende planter. Salto brugte kinesiske og klassiske glasurer som solfatara og sung.
Fra 1951 til 1959 ledede Salto fornyelsen af Sonnes frise på Thorvaldsens Museum.
Han var medlem af Grønningen 1935-45 og modtog bl.a. Eckersberg Medaillen i 1938, Prins Eugens Medalje i 1959 og Grand Prix på Milano Triennalen i 1951 (se nedenfor).
Axel Salto arbejdede sammen med den danske mesterbogbinder August Sandgren. De designede forskellige papirer til bogbind.

## Klingen
Efter rejsen til Paris i 1916 og mødet med Pablo Picasso stiftede Salto det danske kunsttidsskrift Klingen - udgivet fra 1917 til 1919. Salto var både redaktør og bidragyder. Tidsskriftet fik stor betydning som forum for modernismens kunst og tidens nye ideer med artikler af Otto Gelsted, Poul Henningsen og Harald Giersing og originalgrafik af kunstnere som Vilhelm Lundstrøm, Alf Rolfsen, Olaf Rude, William Scharff og Axel Salto selv.
Salto er begravet på Frederiksberg Ældre Kirkegård.

## Hæder
- 1915, 1922-23, 1926, 1929: Kunstakademiets stipendium
- 1921: Oluf Hartmanns Legat
- 1921: Den Raben-Levetzauske Fond
- 1925: Sølvmedalje, verdensudstillingen i Paris
- 1931: Det Hirschsprungske Legat
- 1932: J.R. Lunds Legat
- 1932: Zahrtmanns Legat
- 1937: Grand prix, verdensudstillingen i Paris
- 1938: Benny Claudi-Pedersens Legat
- 1938: Eckersberg Medaillen
- 1951: Grand Prix på Milano-Triennalen
- 1956: Det anckerske Legat
- 1959: Prins Eugens Medalje
- 1959: Statens Kunstfonds livsvarige kunstnerydelse
- 1959: Æresmedlem af Kunstnerforeningen af 18. November
- 1959: Guldmedalje, international keramikudstilling, Musée des beaux-arts, Ostende, Belgien